# JEF United Ichihara Chiba Ladies
Maillots
Le JEF United Ichihara Chiba Ladies (ジェフユナイテッド市原・千葉レディース) est un club japonais de football féminin basé à Ichihara dans la préfecture de Chiba.  
Il constitue la section féminine du JEF United Ichihara Chiba, club professionnel évoluant dans le championnat masculin japonais. L’équipe participe régulièrement à la Nadeshiko League, le plus haut niveau national de football féminin.

## Historique
- 1992 : création de la section féminine du JEF United Ichihara afin de promouvoir le football féminin dans la préfecture de Chiba.
- 2005 : le club adopte le nom de JEF United Ichihara Chiba Ladies, suivant le changement d’appellation du club masculin.
- 2012 : l’équipe atteint pour la première fois la finale de la Coupe du Japon féminine de football.
- 2017 : premier titre majeur avec la victoire en Coupe de la Ligue.

Au fil des années, le club s’est affirmé comme l’une des équipes solides du football féminin japonais, contribuant également à la formation de jeunes joueuses.

## Palmarès
| Compétitions nationales                                                                                    |
| - Coupe du Japon - Finaliste en 2012 - Coupe de la Ligue japonaise - Vainqueur en 2017 - Finaliste en 2016 |